# 9月18日 (旧暦)
旧暦9月18日（きゅうれきくがつじゅうはちにち）は、旧暦9月の18日目である。六曜は友引である。

## できごと
- 和銅4年（ユリウス暦711年11月3日） - 元明天皇の詔勅により太安万侶が『古事記』の編纂に着手[1][2]。
- 承応元年（グレゴリオ暦1652年10月20日） - 徳川家綱の将軍就任に伴い慶安から承応に改元

## 誕生日
- 永正4年（ユリウス暦1507年10月23日） - 曲直瀬道三、医師（+ 1594年）
- 寛政11年（グレゴリオ暦1799年10月16日） - 田中久重、発明家（+ 1881年）
- 安政3年（グレゴリオ暦1856年10月16日） - 田中舘愛橘、地球物理学者・ローマ字国字論者（+ 1952年）
- 慶応3年（グレゴリオ暦1867年10月15日） - 藤島武二、洋画家（+ 1943年）
- 明治元年（グレゴリオ暦1868年11月2日） - 横山大観、日本画家（+ 1958年）

## 忌日
- 文久3年（グレゴリオ暦1863年10月30日） - 芹沢鴨、新選組局長（* 1826年）